# Fístula enterovesical
La fístula enterovesical o vesicointestinal es una fístula de origen intestinal, usualmente de la porción sigmoidal del colon, que se erosiona a través de la pared intestinal y se perfora hacia la vejiga urinaria provocando que el contenido intestinal drene hacia la vejiga.

## Epidemiología
Tiene una incidencia mayor en los hombres que los mujeres con una relación de 3:1 y representa el 70% de todas las fístulas.

## Clasificación
La clasificación depende  del segmento del intestino que ha formado la fístula (1):
- Colovesical
- Rectovesical
- Ileovesical
- Apendicovesical

## Causas
Pueden existir muchas causas que incluyen:
- diverticulitis : la más común ~ 60%
- cáncer colorectal (CRC) : ~ 20%
- enfermedad de Crohn : ~ 10%
- radioterapia
- apendicitis
- trauma

## Presentación clínica
Las manifestaciones clínicas son predominamente del tracto urinario. Los signos patognomónicos son la fecaluria y neumaturia. Los pacientes pueden presentar otros síntomas como:
- Dolor suprapúbico
- Infección del tracto urinario.
- Síntomas irritativos
- Síndrome Gouverneur
- Orina maloliente (fecaluria)
- Hematuria
- Neumaturia

## Diagnóstico
Varias modalidades de diagnosis están disponibles:
- Cistoscopia
- Colonoscopia
- Prueba de semilla de amapola[7]
- Ultrasonografía transabdominal
- CT Abdominopelvica
- MRI
- Enema de Bario
- Test de Bourne[8]
- Cistograma

Se sigue un algoritmo definido de pruebas para hacer el diagnóstico.

## Tratamiento
El tratamiento siempre va a ser quirúrgico. La técnica más utilizado es una fistulectomía por abdomen abierto sin embargo, la fistulectomía hecho por laparoscopia no ha mostrado signos de recurrencia ni complicaciones a los 4 años.